# 五十嵐光彰
五十嵐 光彰（いがらし みつあき、 1865年9月2日（慶応元年7月13日）- 1913年〈大正2年〉4月24日）は、明治時代に活躍した日本の実業家、ジャーナリスト、官吏。東京通信社社長・主幹（第2代）、警保局（現・警察庁）警部。

## 人物・経歴
豊後国速見郡杵築（現大分県杵築市）で杵築藩士五十嵐光彬の二男として生まれ、1890年（明治23年）4月に家督を相続した。
大阪の英和学舎（現・立教大学）で学ぶ。テオドシウス・ティングによって、先の聖テモテ学校を復興して、1879年（明治12年）に開校された英和学舎は、1887年（明治20年）に東京の立教大学校と合併して閉校するまでのおよそ8年の間に、聖職者に元田作之進、近重利澄、小林彦五郎、実業家に大塚惟明、寺岡踏正（旧・平井忠介）、的場松太郎、山根虎二郎、五十嵐光彰、土屋元作、教育者に松村松年、土生靑（土生青）、栃谷六三郎、新聞記者に水田栄雄（水田南陽）、永松達吾、粟屋関一、医師に深澤鑒十郎（深澤鑑十郎）、官吏に久芳直介など、多くの名士を輩出した。
その後、警保局（現・警察庁）にて、警部を務める。
1892年（明治25年）、高橋長秋（初代社長）に次いで東京通信社の社長（第2代）に就任し、主幹（第2代）を務める。この東京通信社は時事通信社（現在の時事通信社とは無関係）が社内紛争のため3年足らずで休業状態になった後、その時事通信社を立ちあげた警保局長の清浦奎吾（第23代内閣総理大臣）によって1890年（明治23年）11月に国庫の資金により創設された官僚通信社であった。（参考：日本の通信社史）

同社の幹部社員はいずれも官吏出身者で占め、探訪社員のほとんど全ては巡査の古手を採用し組織も社風もすべて官僚式であった。本社は京橋区木挽町（現・中央区銀座）に堂々とした社屋をかまえ、電報局は同社が発信する電報を、官報並みに優先的に扱う特権も与えていた。政府関係のニュースは同社を通じて発表されることになったことから、同社の前には各新聞社の政治部長や編集長格の者らの人力車が列をなしたという。

同社の社長や主幹には高橋長秋や五十嵐光彰のほか、時事通信社の主幹であった二宮熊次郎、その後、福島宜三、岡本武雄といった官僚系や、政党人が相次いで務めた。通信内容は政論を主に取り扱ったほか、各省庁の発表を内容として、経済や社会問題は扱わなかった。
同1892年（明治25年）8月には、五十嵐は品川弥二郎の国民協会の遊説に、佐々友房（衆議院議員）とともに京都の演説から付き従って同行した。
五十嵐は社長として部下をよく統率し、社内の規則を正して、熱心に事業運営を進めた。また、五十嵐は東京通信が万年御用通信では将来の発展性が乏しいとして、次第に政府機関の様相を薄めていき業績を上げることに専念した。
1906年（明治39年）に五十嵐が発病し、主幹であった加治寿衛吉が社長職を継ぎ、次いで1916年（大正5年）には、本田親清、本田周一の父子がそれぞれ続いて社長となった。
1913年４月、療養先の千葉県安房郡北条町（現館山市）で死去した。